# 松浦馨
松浦 馨（まつうら かおる、1929年（昭和4年）6月 - ）は、日本の法学者。専門は民事訴訟法。学位は、法学博士（名古屋大学・論文博士・1962年）。名古屋大学名誉教授。2008年瑞宝中綬章受章。徳島県出身。

## 略歴
- 1946年（昭和21年） 徳島県立徳島中学校卒業。
- 1949年（昭和24年） 第三高等学校文科甲類卒業。
- 1951年（昭和26年） 旧司法試験合格。
- 1952年（昭和27年） 東京大学法学部卒業。
- 1956年（昭和31年） 名古屋大学法学部助手。
- 1958年（昭和33年） 名古屋大学法学部助教授。
- 1962年（昭和37年） 法学博士の学位を名古屋大学より取得。
- 1966年（昭和41年） 名古屋大学法学部教授。
- 1980年（昭和55年） 名古屋大学法学部長。
- 1993年（平成5年） 名城大学法学部教授。名古屋大学名誉教授。
- 2008年（平成20年） 瑞宝中綬章受章。

## 学会・社会的活動
日本民事訴訟法学会理事、司法試験第二次試験考査委員、法制審議会幹事、法制審議会民事訴訟法部会委員、法制審議会強制執行制度部会委員、学術審議会科学研究費分科会専門委員、名古屋弁護士会資格審査委員会委員、日本民事訴訟法学会監事、名古屋繊維取引所紛争仲介委員会委員、財団法人民事紛争処理研究基金選考委員会委員長、国際商事仲裁協会商事仲裁研究所運営委員長、日本ローエイシア友好協会顧問、財団法人民事紛争処理研究基金理事を歴任。

## 著書

### 共編著
- （中野貞一郎）『ワークブック民事訴訟法――質問と解答』（有斐閣〈有斐閣選書〉、1974年）
- （中野貞一郎・鈴木正裕）『民事訴訟法講義――基礎的理論と判決手続』（有斐閣〈有斐閣大学双書〉、1976年）
- （三宅弘人）『別冊法学セミナー 基本法コンメンタール民事保全法』（日本評論社、1993年）
- （青山善充）『現代仲裁法の論点』（有斐閣、1998年）
- （中野貞一郎・鈴木正裕）『新民事訴訟法講義』（有斐閣〈有斐閣大学双書〉、1998年）
- （伊藤眞）『倒産手続と保全処分』（有斐閣、1999年）
- （中野貞一郎・鈴木正裕）『新民事訴訟法講義〔補訂版〕』（有斐閣〈有斐閣大学双書〉、2000年）
- （中野貞一郎・鈴木正裕）『新民事訴訟法講義〔第2版〕』（有斐閣〈有斐閣大学双書〉、2004年）
- （中野貞一郎・鈴木正裕）『新民事訴訟法講義〔第2版補訂版〕』（有斐閣〈有斐閣大学双書〉、2006年）
- （中野貞一郎・鈴木正裕）『新民事訴訟法講義〔第2版補訂2版〕』（有斐閣〈有斐閣大学双書〉、2008年）